# Ligne La Fuente de San Esteban-Barca d'Alva
La ligne La Fuente de San Esteban-Barca d'Alva, est une ligne de chemin de fer internationale comprise entre la gare portugaise de Barca d'Alva et la gare espagnole de La Fuente de San Esteban-Boadilla est une ligne de chemin de fer, d'écartement ibérique, qui reliait l'Espagne et le Portugal, elle est désaffectée.

## Histoire
Le tracé se trouve situé dans le nord-est du district de Guarda et l'ouest de la province de Salamanque. Les travaux de construction se sont déroulés entre 1883 et 1887, en trouvant d'importantes difficultés orographiques. Elle a été bâtie pour relier la ligne du Douro et la ligne espagnole Medina del Campo-Fuentes de Oñoro qui rendait possible la connexion du Portugal avec l'Europe. Elle était utilisée notamment pour des transits réguliers de passagers et de marchandises entre Porto et Salamanque,. La ligne a été fermée le 1er janvier 1985 en raison de sa basse rentabilité économique. Le tronçon de la ligne portugaise du Douro depuis Barca d'Alva jusqu'à Pocinho est également abandonné,.